# NAVDAT
NAVDAT (Abkürzung von engl. Navigational Data) ist ein zwischen 2008 und 2010 von der französischen Firma KENTA entwickelter Standard für die Funkübertragung von Maritimen Sicherheitsinformationen (MSI) und von Informationen zur Gefahrenabwehr in der Seeschifffahrt. NAVDAT kann das für die MSI-Übertragung betriebene NAVTEX ergänzen, wobei NAVDAT eine höhere Datenrate aufweist als NAVTEX. Die Systemeigenschaften von NAVDAT sind von der Internationalen Fernmeldeunion (ITU) als offener Standard durch die technischen Empfehlungen ITU-R M.2010 (Mittelwellensystem) bzw. ITU-R M.2058 (Kurzwellensystem) veröffentlicht worden. Die Internationale Seeschifffahrts-Organisation (IMO) hat es bisher nicht für die Ausrüstung von Schiffen vorgeschrieben.

## Technische Funktionsweise
Das Übertragungsverfahren von NAVDAT beruht auf dem Standard für Digital Radio Mondiale (DRM) und verwendet wie dieses ein OFDM-Verfahren mit einer belegten Bandbreite von 10 kHz. Es bietet jedoch keinen Hörempfang, sondern ausschließlich Datenübertragung. Ähnlich NAVTEX nutzt NAVDAT Zeitschlitze, kann aber nicht nur Nachrichten an alle Schiffe senden, sondern auch eine Gruppe von Schiffen oder ein einzelnes Schiff adressieren. Typische Datenübertragungsraten liegen zwischen 12 kbit/s und 18 kbit/s. NAVDAT kann neben dem Mittelwellenbereich (Frequenzen zwischen 495 kHz und 505 kHz) ebenfalls den Kurzwellenbereich nutzen.